# Modesto Sardo
Modesto Sardo (Mineo, 1 de setembre de 1929 – Catania, 1991) fou un polític sicilià. Treballà com a advocat i de jove milità a Acció Catòlica. També fou conseller de l'administració de la província de Catània. A les eleccions regionals de Sicília de 1963 fou elegit diputat a l'Assemblea Regional Siciliana pel col·legi de Catania per les llistes de la Democràcia Cristiana Italiana. Fou reescollit a les de 1967, 1971, 1976 i 1981. Fou assessor d'agricultura el 1967-1969, de turisme el 1969-1970, de cooperació el 1980 i president regional del 21 de març de 1984 fins a l'1 de febrer de 1985. No va renovar el seu mandat per a presentar-se al Senat d'Itàlia a les Eleccions legislatives italianes de 1987, però no fou escollit. Després fou magistrat del Consell d'Estat Italià.
| Precedit per: Santi Nicita | Presidents de Sicília 1984 – 1985 | Succeït per: Rosario Nicolosi |